# Thailand Premier League 2002/03
Die 2002/03 Thailand Premier League hieß offiziell GSM Thai League und wurde zwischen zehn Mannschaften ausgespielt.
Meister wurden die Krung Thai, welche ihren ersten Meistertitel nach 1989 erringen konnten. Der einzige Aufsteiger, das Bangkok Christian College, stieg direkt wieder ab und konnte lediglich zwei Siege für sich verbuchen.

## Vereine der Saison
| Teilnehmer |
| - FC Bangkok Bank - FC Bangkok Christian College (Aufsteiger aus der Thailand Division 1 League) - BEC Tero Sasana - Sinthana - FC Krung Thai Bank - FC Osotspa M-150 - FC Port Authority of Thailand - FC Royal Thai Air Force - FC Thailand Tobacco Monopoly - FC TOT |

## Abschlusstabelle der Saison 2002/03
| Pl. | Verein                       | Sp. | S  | U  | N  | Tore    | Diff. | Punkte |
| --- | ---------------------------- | --- | -- | -- | -- | ------- | ----- | ------ |
| 1. | FC Krung Thai Bank           | 18  | 10 | 6  | 2  | 029:150 | +14   | 36     |
| 2. | BEC Tero Sasana              | 18  | 10 | 5  | 3  | 031:110 | +20   | 35     |
| 3. | Port Authority               | 18  | 10 | 3  | 5  | 025:190 | +6    | 33     |
| 4. | FC Bangkok Bank              | 18  | 6  | 10 | 2  | 031:260 | +5    | 28     |
| 5. | FC Royal Thai Air Force      | 18  | 7  | 2  | 9  | 026:290 | −3    | 23     |
| 6. | FC Osotspa M-150             | 18  | 5  | 8  | 5  | 019:170 | +2    | 23     |
| 7. | Sinthana                     | 18  | 4  | 10 | 4  | 021:230 | −2    | 22     |
| 8. | FC Thailand Tobacco Monopoly | 18  | 5  | 6  | 7  | 022:250 | −3    | 21     |
| 9. | FC TOT                       | 18  | 2  | 5  | 11 | 018:290 | −11   | 11     |
| 10. | FC Bangkok Christian College | 18  | 2  | 3  | 13 | 016:440 | −28   | 09     |
| Ermittlung des Tabellenplatzes einer Mannschaft bei Punktgleichheit: 1. Direkter Vergleich; 2. Tordifferenz; 3. erzielte Tore |                              |     |    |    |    |         |       |        |

## Queens Cup
FC Osotspa M-150 gewann zum zweiten Mal in Folge den Queen’s Cup. Im Finale setzten sie sich mit 1:0 gegen den FC TOT durch.

## Kontinentale Wettbewerbe
In der neu geformten AFC Champions League, einer Zusammenlegung aus Asian Champions Cup, Asian Cup Winner’s Cup und Asian Super Cup, kam es zu einer Überraschung. Der Meister des Vorjahres, BEC Tero Sasana, marschierte bis ins Finale und musste sich da erst Al Ain aus den Vereinigten Arabischen Emiraten geschlagen geben. Es war das erste Mal nach 1995, dass ein thailändischer Verein das Finale der asiatischen Königsklasse erreichen konnte. Auf dem Weg zum Finale wurden unter anderem die Kashima Antlers aus Japan bezwungen.
Es war auch das erste Mal, dass zwei thailändische Vereine an der Königsklasse teilnahmen. Während das eine Team überraschte, blamierte sich der FC Osotspa M-150. Als letzter der Gruppe ging man mit null Punkten und einem Torverhältnis von 1:20 nach Hause.
BEC Tero Sasana nahm auch an dem neugeformten Wettbewerb, der ASEAN Club Championship, teil, welche in Indonesien ausgetragen wurde. Auch hier kam man bis ins Finale, unterlag dann aber ebenfalls; diesmal gegen den East Bengal FC aus Indien.

## Auszeichnungen des Jahres 2002/03

### Trainer des Jahres
- Narong Suwannachote – FC Krung Thai Bank

### Spieler des Jahres
- Khampee Pintapol – FC Bangkok Bank

### Torschützenkönig
- Sarayut Chaikamdee – FC Port Authority of Thailand (12 Tore)